# Bukky Ajayi
Zainab Bukky Ajayi (2 de febrero de 1934 – 6 de julio de 2016) fue una actriz nigeriana.

## Biografía
Ajayi nació y se crio en Nigeria, pero completó su educación superior en Inglaterra, Reino Unido, gracias a una beca del gobierno federal. En 1965, partió de regreso de Inglaterra a Nigeria, donde comenzó su carrera como presentadora de televisión y noticias para la Autoridad de Televisión de Nigeria en 1966. Debutó en la serie de televisión Village Headmaster durante la década de 1970, antes de aparecer en Checkmate, una serie de televisión de Nigeria emitida entre finales de los 80 e inicios de los 90.
Durante su carrera como actriz, apareció en varias películas y telenovelas, entre ellas Critical Assignment, Diamond Ring, Witches, entre otras. En 2016, sus contribuciones a la industria cinematográfica nigeriana fueron reconocidas después de que ella y Sadiq Daba fueran galardonados con el Industry Merit Award en los Africa Magic Viewers Choice Awards 2016.

## Filmografía
| Película  | Película            | Película              |
| Año       | Película            | Personaje             |
| --------- | ------------------- | --------------------- |
| 2013      | Mother of George    | como Ma Ayo Balogun   |
| 2009      | Bolode O'ku         | —                     |
| 2009      | Òréré Layé          | —                     |
| 2008      | Amoye               | —                     |
| 2008      | Iya Mi Tooto        | —                     |
| 2007      | A Brighter Sun      | —                     |
| 2007      | Big Heart Treasure  | —                     |
| 2007      | Fine Things         | —                     |
| 2007      | Keep My Will        | —                     |
| 2006      | Women of Faith      | —                     |
| 2005      | Bridge-Stone        | —                     |
| 2005      | Destiny's Challenge | —                     |
| 2005      | Women's Cot         | —                     |
| 2004      | Indecent Girl       | como Sra. Orji        |
| 2004      | Little Angel        | —                     |
| 2004      | Obirin Sowanu       | —                     |
| 2004      | Temi Ni, Ti E Ko    | —                     |
| 2004      | Worst Marriage      | —                     |
| 2003      | The Kingmaker       | —                     |
| 2003      | My Best Friend      | —                     |
| 2001      | Saving Alero        | —                     |
| 2001      | Thunderbolt         | —                     |
| 2000      | Final Whistle       | —                     |
| 2000      | Oduduwa             | —                     |
| 1998      | Diamond Ring        | —                     |
| 1998      | Witches             | como madre de Desmond |
| 1997      | Hostages            | —                     |
| 1989–1991 | Checkmate           | —                     |
| —         | Village Headmaster  | —                     |

## Muerte
Ajayi falleció en su residencia en Surulere, Lagos, el 6 de julio de 2016 a la edad de 82 años.